# Concepción (Tucumán)
Concepción es una ciudad argentina, la segunda más importante de la provincia de Tucumán, cabecera del Departamento Chicligasta. Se encuentra situada en el sur de la provincia, a orillas del río Gastona, y sobre la Ruta Nacional 38.
Cada 8 de diciembre, se declara a la ciudad de Concepción como capital provincial con carácter simbólico, en virtud de la conmemoración del día de la Inmaculada Concepción de la Virgen María (ley 9.135).
Es el centro comercial y de servicios de una pujante área agrícola e industrial y constituye un nudo comunicacional en los corredores viales que conectan la Región del NOA con las provincias de Cuyo.
Es conocida en la provincia como la Perla del Sur, debido a su belleza e importancia.

## Historia

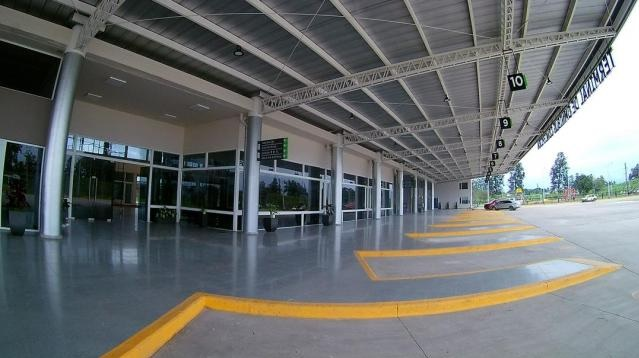
Terminal de Ómnibus Concepción

El lugar en el que se asienta la ciudad se denominó La Ramada hasta mediados del siglo XIX en que comenzó a designarse con el nombre de Concepción de la Ramada. Este cambio se produjo por el hecho de que en las inmediaciones fue encontrada una imagen de la Virgen Inmaculada y a partir de allí se levantó una capilla en honor a esta advocación; luego de esto el lugar comenzó a ser conocido entonces por este nuevo nombre o simplemente «Concepción».
La imagen de la Inmaculada que dio nombre al lugar y que en la actualidad se venera en la iglesia catedral, está tallada en un bloque de quebracho de 1,2 m de alto, con un peso aproximado de 90 kg. La figura de su tallado y la delicadeza de los detalles ponen en evidencia la autoría de un artista de la escuela española, descartando toda posibilidad de que haya sido obra del arte indígena.
El primer templo se construyó alrededor de 1849, siendo este reemplazado por otro más digno de la Madre de Dios, iniciando las obras en 1858 y finalizando en 1865, por el Padre Carlos Juangorena.
La fundación de la villa se registró oficialmente en el año 1861 y fue el resultado del esfuerzo de un grupo de pobladores de la zona, quienes, sintiendo la necesidad de agruparse alrededor de un centro urbano, dieron origen a la nueva población, bajo el gobierno de Salustiano Zavalía.
La creación del municipio fue aprobado por las autoridades el 22 de noviembre de 1896 (hace 128 años), siendo su primer intendente Stewart Shipton (inmigrante de origen inglés).
El 12 de agosto de 1963 se crea el obispado de la Diócesis de la Santísima Concepción.
Actualmente la ciudad es sede de numerosos organismos e instituciones, como la UNSTA o la UTN, y su intendente es Alejandro Molinuevo (UCR-JxC) quien asumió sus funciones para el periodo 2023–2027.

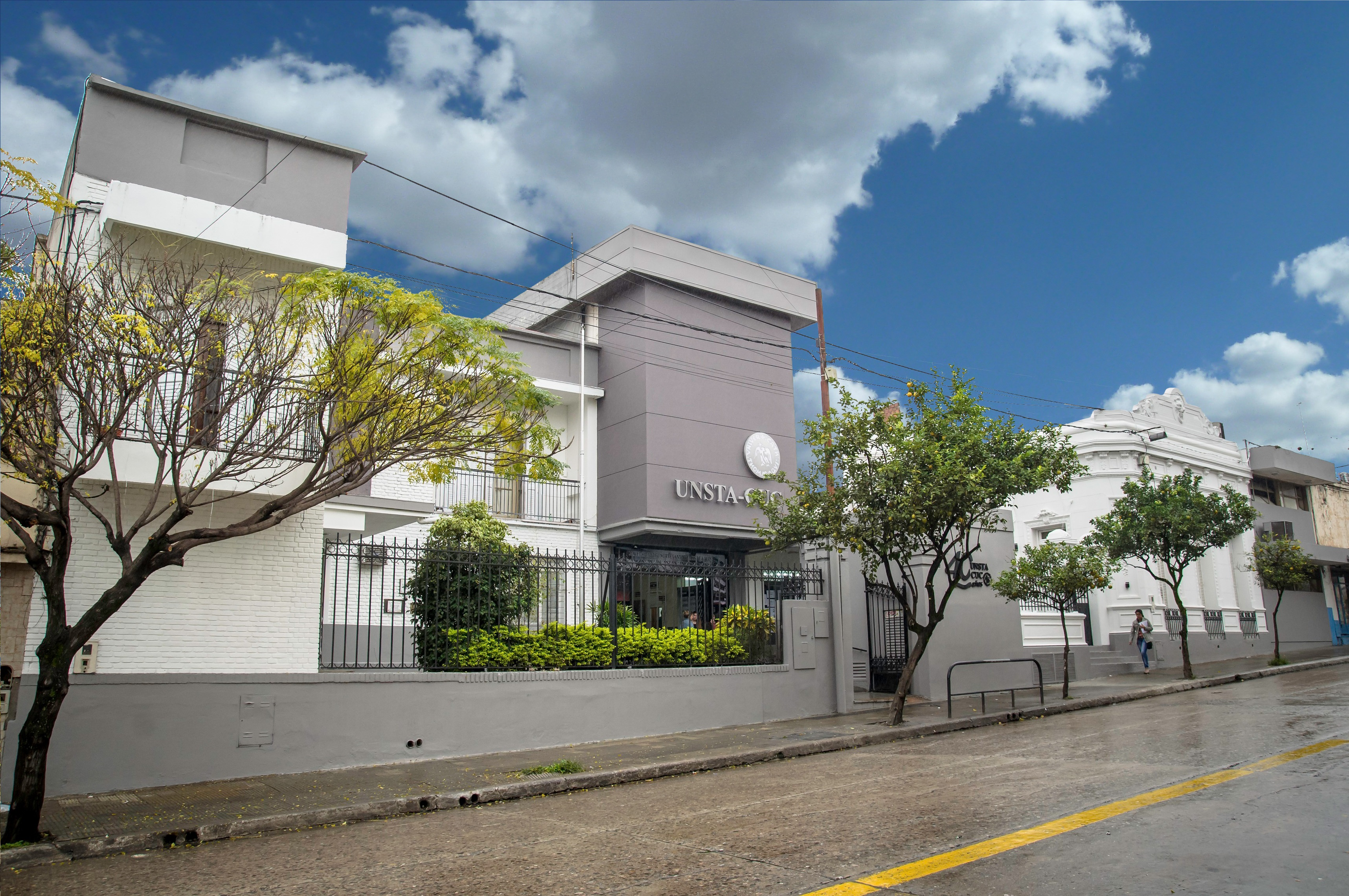
Sede de la UNSTA en la ciudad.

## Población
Cuenta con 57,791 habitantes (Indec, 2022), lo que representa un incremento del 16% frente a los 49,782 habitantes (Indec, 2010) del censo anterior. 
| Gráfica de evolución demográfica de Concepción entre 1991 y 2022 |
|                                                                  |
| Fuente: Censos nacionales del INDEC                              |

El Municipio ocupa 43 km² delimitados de la siguiente manera:
- Al norte, por el río Gastona.
- Al sur, por la acequia Los Méndez.
- Al este, por el Camino Vecinal Los Vega.
- Al oeste, el camino vecinal Iltico.

La planta urbana propiamente dicha posee una superficie menor y sus límites están constituidos:
- Al norte por el río Gastona.
- Al sur, por el barrio Alvear y la ruta provincial 329.
- Al este por el arroyo Los Vega.
- Al oeste, por el Río Chirimayo.

La ciudad cuenta con 43 barrios, distribuidos hacia los 4 puntos cardinales del centro neurálgico. Algunos de los barrios tradicionales son: Barrio Centro, Barrio Colegial, Barrio Pablo Haimes, Barrio San Andrés, Independencia, Villa Alvear, Barrio El Nevado, Barrio El Clavillo, Barrio Municipal, Barrio Belgrano, entre otros.

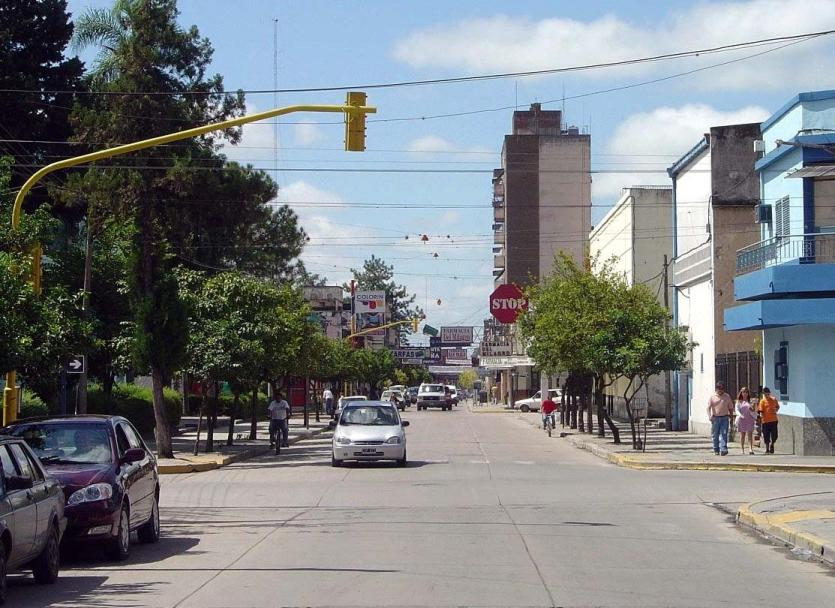
Calle San Martín, principal arteria comercial de la ciudad.

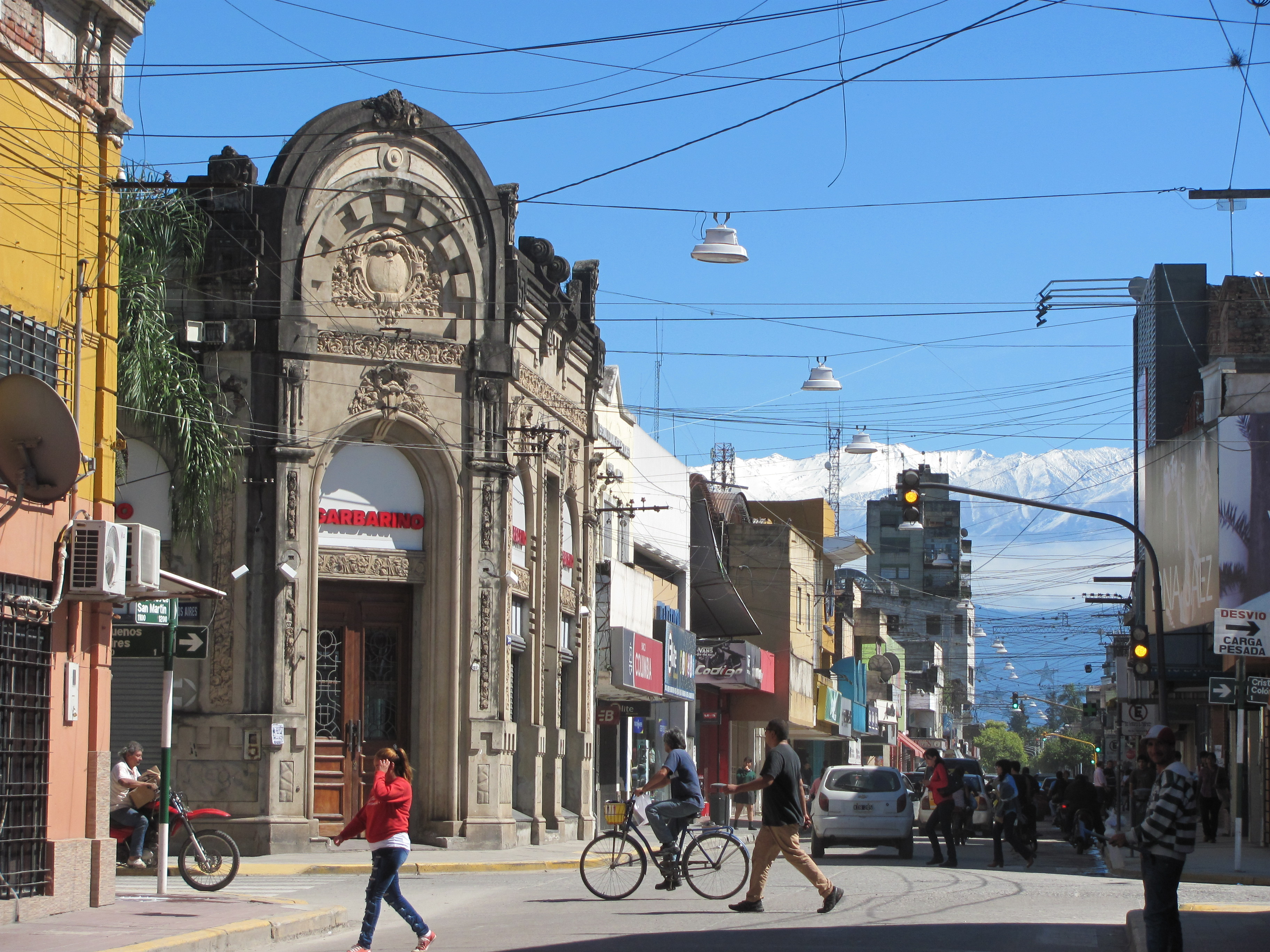
Calle San Martín, Concepción (abril de 2017)

## Economía
La economía local está basada en el comercio y las actividades relacionadas con el sector agropecuario de la zona circundante.
El Ingenio La Corona es el exponente más destacado del sector industrial y su plaza financiera es la más importante del sur de la provincia.
Transitando la Ruta Nacional 65 que parte de la ciudad hacia el oeste se llega a territorio catamarqueño, esta ruta es la principal arteria por la que se ven campos de citrus, paltas, arándanos, papas y frutillas. Todas estas con calidad de exportación ya que la bondad del clima y la cercanía al pedemonte lo convierten en lugar elegido por los agricultores.

## Deportes
Concepción fue la cuna de renombrados automovilistas, como Nasif Estéfano, que fue campeón de turismo carretera y Fórmula 1 Mecánica Argentina, además de disputar el Gran Premio de Argentina de 1960 de Fórmula 1. Concepción también se destacó a nivel provincial, regional e incluso nacional, en otros ámbitos deportivos a través de Concepción F.C., Azucarera Argentina, y Deportivo Lorrens en fútbol, y del club Huirapuca en rugby y hockey.  Igualmente es la cuna del futbolista colombo-argentino Sergio Galván, goleador histórico del Once Caldas, campeón de la Copa Libertadores 2004.
Desde la década de 1930, la ciudad alberga al Corona Golf Club, perteneciente al Ingenio La Corona.
El campo, construido donde anteriormente se ubicaba una cancha de polo, posee 9 hoyos, fairways angostos y una centenaria arboleda que le dan un particular carácter.
Además, cuenta con el "Concepción Tenis Club" y el "Aeroclub Concepción", único club de este tipo en el sur provincial.

## Galería
|                                           |
| Plaza Mitre, principal paseo de la ciudad |

|          |
| Catedral |

|                                        |
| Calle San Martín, centro de Concepción |

|                                                            |
| Edificio del ex Banco Provincia, obra del arq. José Graña. |

## Diócesis de la Santísima Concepción
Esta ciudad es sede de la diócesis de la Santísima Concepción, erigida en 1963. En el año 2013 celebró su medio siglo de existencia, con el "Año Jubilar" y diversas actividades conmemorativas. Sus obispos fueron: Juan Carlos Ferro (secular), Jorge Meinvielle (salesiano), Bernardo Witte (oblato), José María Rossi (dominico) y actualmente, Melitón Chávez (secular).

### Parroquias de la Iglesia Católica
| Diócesis   | Santísima Concepción                                                                             |
| ---------- | ------------------------------------------------------------------------------------------------ |
| Parroquias | Catedral Inmaculada Concepción, Nuestra Señora de Fátima, María Reina, Nuestra Señora del Valle. |

## Personalidades
- Nasif Estéfano, piloto de automovilismo.
- Sergio Galván, futbolista segundo máximo goleador del fútbol colombiano.
- Santos Benigno Laciar, boxeador campeón del mundo.
- Leónidas van Gelderen, futbolista, uno de los primeros ídolos de Atlético Tucumán.
- Antonio Tejerina, futbolista.
- Matías Orlando, jugador de rugby mundialista con Los Pumas.
- Dino Ferré, futbolista.
- José Tártalo, futbolista.
- José Luis "Puchero" Romano, futbolista.
- Juan Carlos "El Negro" Uribio, futbolista